# جيمس تايلور (سياسي أمريكي)
جيمس تايلور (بالإنجليزية: James Taylor)‏ هو سياسي أمريكي، ولد في 5 فبراير 1966. حزبياً، نشط في الحزب الديمقراطي. وقد انتخب عضو مجلس ولاية نيومكسيكو وانتخب عضو مجلس نواب نيومكسيكو (2004 – 2008).